# Karl-Heinz Hiersemann

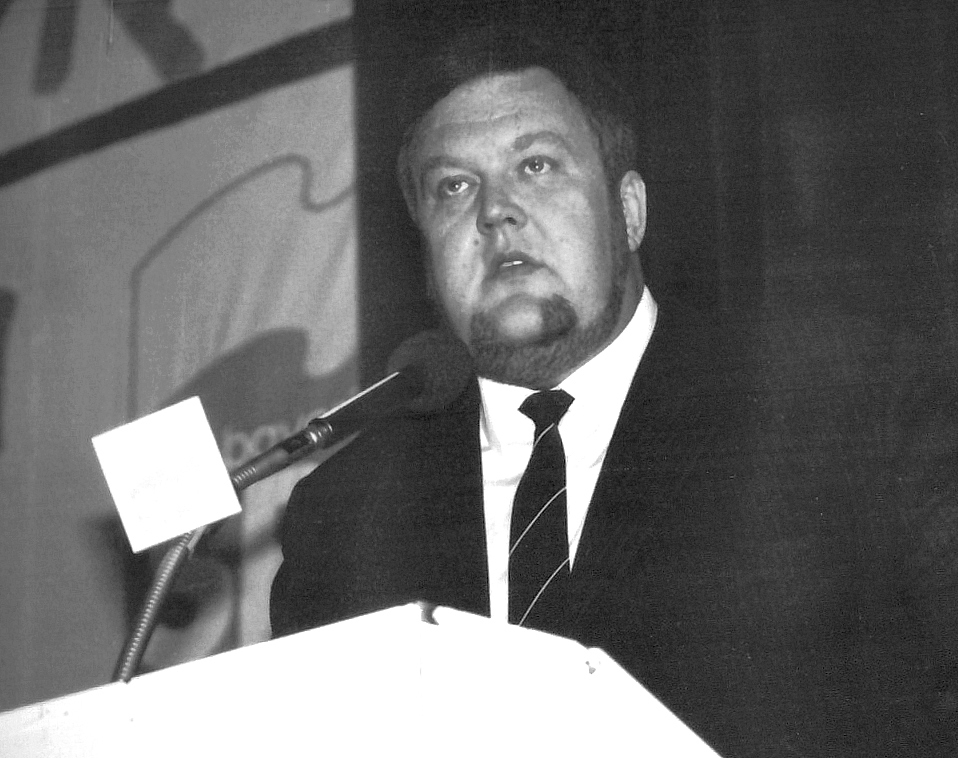
Karl-Heinz Hiersemann, 1980er

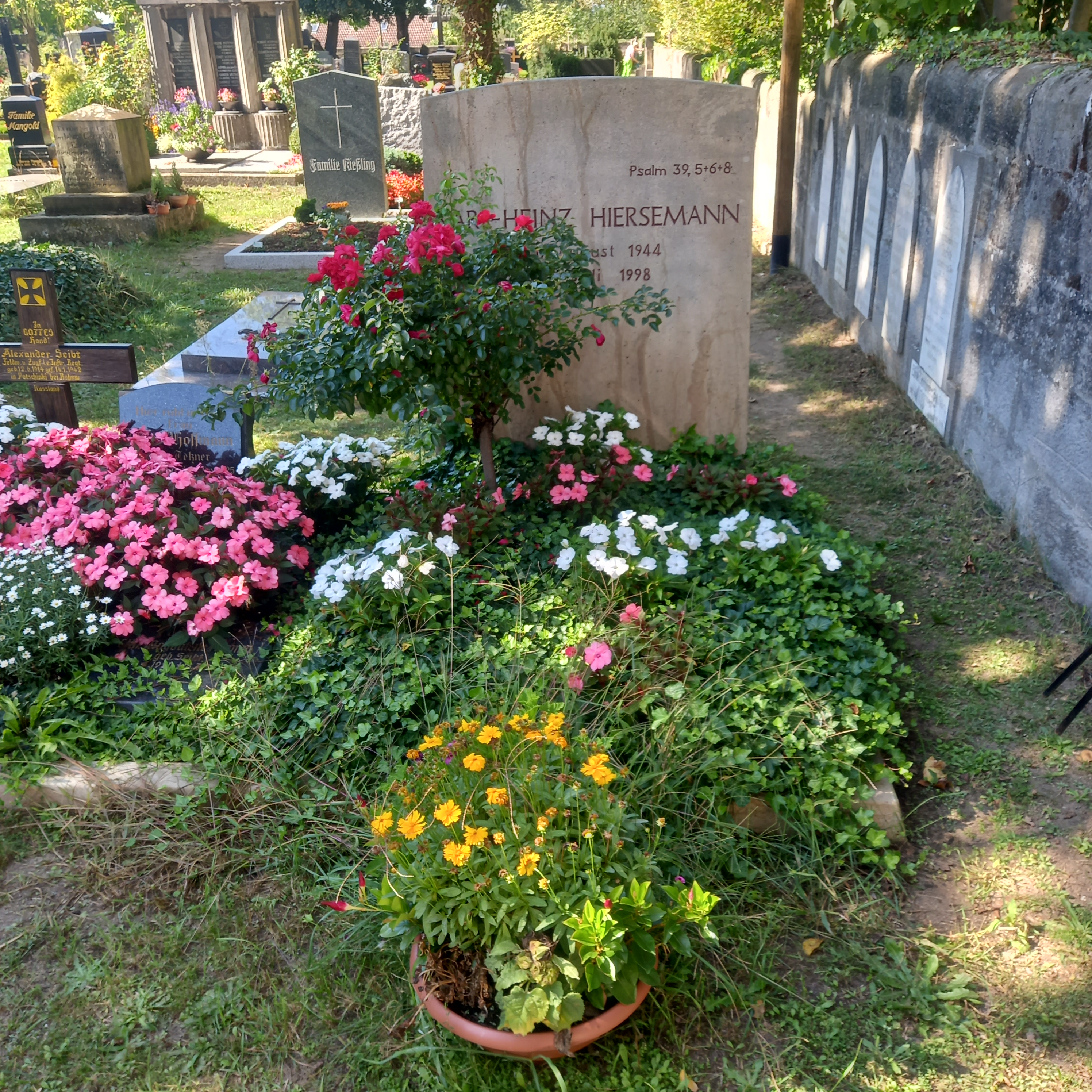
Das Grab von Karl-Heinz Hiersemann im Familiengrab auf dem Neustädter Friedhof in Erlangen

Karl-Heinz Hiersemann (* 17. August 1944 in Breslau; † 15. Juli 1998 in Marloffstein bei Erlangen) war ein deutscher Politiker der SPD, Mitglied und Vizepräsident des Bayerischen Landtags sowie Träger des Bayerischen Verdienstordens und des Bundesverdienstkreuzes.

## Leben
Im Alter von drei Jahren kam Karl-Heinz Hiersemann als Heimatvertriebener nach Erlangen und wuchs hier auf. Der Sohn eines Erlanger CSU-Stadtrates und Leiters der Inneren Mission studierte an der Universität Erlangen Rechtswissenschaften, Politikwissenschaften und Geschichte. Während seines Studiums war er zeitweilig Mitglied der nicht schlagenden christlichen Studentenverbindung Uttenruthia. Ab 1972 war er in Erlangen als Rechtsanwalt tätig und gründete später eine eigene Kanzlei.
Im Jahr 1985 wurde ihm der Bayerische Verdienstorden verliehen, 1989 die Bayerische Verfassungsmedaille in Gold und 1993 das Bundesverdienstkreuz 1. Klasse.
Er starb im Alter von 53 Jahren an Krebs.

## Politische Laufbahn

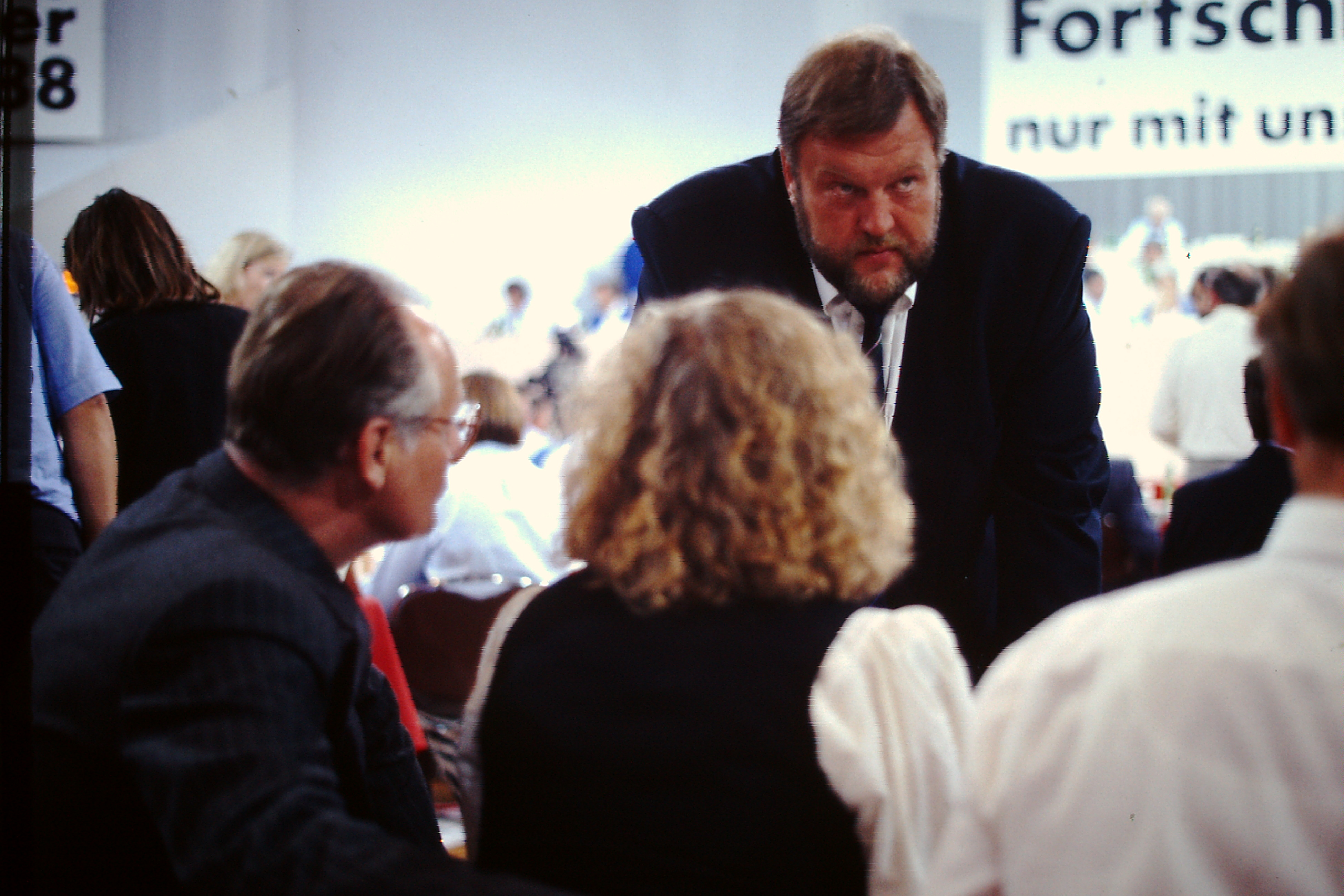
Hiersemann mit Peter Glotz (l.) und Renate Schmidt (M.) auf dem SPD-Bundesparteitag in Münster 1988

Im Jahr 1967 trat er in die SPD ein. In der Zeit von 1970 bis 1974 war er Vorsitzender der Erlanger SPD und leitete den Wechsel zum langjährigen SPD-Oberbürgermeister Erlangens, Dietmar Hahlweg, nach 13-jähriger Vorherrschaft der CSU mit ein. 1985 setzte er sich als Vorsitzender des damaligen mächtigen SPD-Bezirksverbandes Franken durch.
Ab 1974 bis zu seinem Tod im Juli 1998 war er Mitglied des Bayerischen Landtages, wo er 1978 zum stellvertretenden Fraktionsvorsitzenden avancierte und sich den Ruf des „besten Redners im Maximilianeum“ erwarb. Nach der Landtagswahl 1986 wurde er zum Fraktionsvorsitzenden der SPD-Fraktion gewählt.
Nach enttäuschenden Wahlergebnissen der Landtagswahlen 1986 und 1990 mit ihm als Spitzenkandidat der bayerischen SPD wurde er 1992 zum Vizepräsidenten des Bayerischen Landtages gewählt.

## Schwerpunkte politischer Arbeit
Karl-Heinz Hiersemanns politischer Schwerpunkt waren die Parteistrukturreform und die Verbesserung der Rechte der Opposition im Parlament, unter anderem in den Untersuchungsausschüssen. Er setzte sich gegen die Auswüchse des Radikalenerlasses in den 1970er sowie bei Abschiebungen abgelehnter Asylbewerber in den 1980er Jahren ein. Die Themen Wohnungsnot, Pflegenotstand sowie die Gleichberechtigung von Mann und Frau stellte Hiersemann in den Landtagswahlkämpfen in den Vordergrund.

## Gesellschaftliches Engagement
Auf seine Vermittlung hin kam die Städtepartnerschaft zwischen Erlangen und Jena als eine der ersten deutsch-deutschen Partnerschaften schon zu DDR-Zeiten zustande.
In den 1990ern engagierte er sich als Manager des Handball-Zweitligisten CSG Erlangen und organisierte in der Erlanger Wirtschaft einen Sponsorenpool, aus dem sich der „Wirtschaftsrat für Spitzenhandball“ bildete. Ziel ist hier aber nicht nur die Förderung des Handballs, sondern auch der Kontakte der Unternehmer mit der Politik durch regelmäßig hochkarätig besetzte Gesprächs- und Diskussionsrunden.

## Nach seinem Tod
Seit 1999 verleihen die SPD Mittelfranken und die SPD Erlangen gemeinsam alle zwei Jahre den Karl-Heinz-Hiersemann-Preis an Jugendliche und Jugendgruppen, die sich für Freiheit, Demokratie, Toleranz und Völkerverständigung einsetzen.
Der Spielort des Handball-Zweitligisten HC Erlangen – in dem die Handballabteilung der CSG Erlangen aufging – wurde von der Stadt Erlangen in Karl-Heinz-Hiersemann-Halle umbenannt. Ebenso führt der Wirtschaftsrat des Vereins nun die Bezeichnung Karl-Heinz-Hiersemann-Gesellschaft.
Seine Witwe Alexandra Hiersemann, ebenfalls SPD, war von 2013 bis 2023 für den Stimmkreis Erlangen-Höchstadt Mitglied des Bayerischen Landtags.